# Sérgio Marakis
Sérgio Romeo Marakis (* 11. November 1991 in Johannesburg, Südafrika) ist ein portugiesischer Fußballspieler.

## Karriere
Marakis begann seine Karriere bei Marítimo Funchal. Zur Saison 2006/07 wechselte er in die Jugend von Sporting Lissabon. Zur Saison 2008/09 kehrte er nach Funchal zurück. In der Saison 2009/10 spielte er erstmals für die B-Mannschaft von Marítimo. Im Juni 2011 debütierte er für die Profis in der Primeira Liga, als er am 30. Spieltag der Saison 2010/11 gegen den FC Porto in der 30. Minute für Rafael Miranda eingewechselt wurde. In der Saison 2011/12 kam er ausschließlich für die Reserve zum Einsatz, mit der er zu Saisonende in die Segunda Liga aufstieg. In der Saison 2012/13 kam er zu sieben Erstligaeinsätzen für die Profis, zudem absolvierte er 26 Zweitligapartien für das B-Team. In der Saison 2013/14 spielte er neunmal in der höchsten Spielklasse, dabei gelang ihm auch sein erstes Erstligator. Für die Reserve spielte er dreimal in der Segunda Liga. Zur Saison 2014/15 wurde er an den Zweitligisten Portimonense SC verliehen. Während der Leihe kam er zu 17 Einsätzen in der Segunda Liga.
Zur Saison 2015/16 kehrte Marakis nicht mehr nach Funchal zurück, sondern wechselte nach Zypern zum Erstligisten Ermis Aradippou. In eineinhalb Jahren auf der Mittelmeerinsel kam er allerdings nur fünfmal in der First Division für Ermis zum Einsatz. Im Januar 2017 kehrte er nach Portugal zurück und schloss sich dem Zweitligisten União Madeira an. In einem Jahr beim Verein kam er insgesamt zu 36 Zweitligaeinsätzen, in denen er ein Tor erzielte. Im Januar 2018 wechselte er innerhalb Funchals zum Ligakonkurrenten Nacional Funchal. Bis Saisonende kam er zu zwei Einsätzen für Nacional. Mit dem Verein stieg er zu Saisonende in die Primeira Liga auf. Dort kam er in der Saison 2018/19 15 Mal zum Zug.
Zur Saison 2019/20 wechselte er auf das portugiesische Festland zum Zweitligisten CD Cova da Piedade. Für Cova absolvierte er bis zum COVID-bedingten Saisonabbruch 16 Zweitligapartien. Zur Saison 2020/21 wechselte der Mittelfeldspieler ein zweites Mal ins Ausland, diesmal nach Rumänien zum Erstligisten FC Argeș Pitești. Für Arges kam er insgesamt jedoch nur viermal in der Liga 1 zum Einsatz. Zur Saison 2021/22 wechselte Marakis zum österreichischen Zweitligisten SV Horn. Für Horn absolvierte er 24 Partien in der 2. Liga. Nach einer Spielzeit verließ er die Niederösterreicher nach der Saison 2021/22 wieder und kehrte zum mittlerweile wieder zweitklassigen Nacional Funchal zurück.